# Butleigh
Butleigh är en ort och civil parish i Storbritannien.   Den ligger i grevskapet Somerset och riksdelen England, i den södra delen av landet, 180 km väster om huvudstaden London. Butleigh ligger 22 meter över havet och antalet invånare är 823.
Terrängen runt Butleigh är platt. Runt Butleigh är det ganska tätbefolkat, med 160 invånare per kvadratkilometer. Trakten runt Butleigh består till största delen av jordbruksmark.